# گیلز بوردوز
گیلز بوردوز (انگلیسی: Gilles Bourdos؛ زادهٔ ۱۹۶۳ (۶۱–۶۲ سال)) کارگردان، فیلم‌نامه‌نویس، تهیه‌کننده اهل فرانسه است. وی از سال ۱۹۸۹ میلادی تاکنون مشغول فعالیت بوده‌است. از کارهای این کارگردان می توان به و بعد... و رنوآر اشاره کرد. وی برای فیلم رنوآر نامزد بهترین کارگردان در جشنواره فیلم کن ۲۰۱۲ شد.